# 巴烏拉異刺鎧蝦
巴烏拉異刺鎧蝦（学名：Heteronida barunae）为鎧甲蝦科異刺鎧蝦屬下的一个种。